# Carl Julius Malmqvist
Carl Julius Malmqvist, född 16 juni 1819 i Köpenhamn, död 4 augusti 1859 i Hørsholm, var en dansk tonsättare.
Malmqvist var verksam som militärmusiker och sångföreningsdirigent. Han var kompositör av en rad kvartettsånger samt arrangerade och komponerade musik till olika teaterpjäser (bland annat Mer end Perler og Guld, Hyldemoer och Huldrebakken).